# 399 v.Chr.
Het jaar 399 v.Chr. is een jaartal volgens de christelijke jaartelling.

## Gebeurtenissen

### Egypte
- Nepherites I (399 - 393 v.Chr.) uit Mendes zet farao Amyrtaeus aan de kant en sticht daarmee de 29e dynastie van Egypte. Hij maakt gebruik van de problemen aan het Perzische hof en begint zelfs zijn macht over Palestina uit te breiden.

### Griekenland
- In Athene wordt Socrates ter dood veroordeeld wegens zijn verderfelijke invloed op de jeugd. Hij weigert in vrijwillige ballingschap te gaan en ook aan een plan om uit de gevangenis te ontvluchten. In plaats daarvan kiest hij voor zelfmoord, door het drinken uit een gifbeker met gevlekte scheerling.
- Tijdens een jachtpartij wordt koning Archelaüs I van Macedonië, om het leven gebracht door Craterus en gaat het koninkrijk een roerige tijd tegemoet. Archelaus II van Macedonië (396-393 v.Chr.) volgt hem uiteindelijk op.
- Craterus wordt koning van Macedonië en regeert voor vier dagen.
- Craterus wordt vermoord, waarna Orestes van Macedonië (399-397 v.Chr.) koning wordt van Macedonië onder het regentschap van Aeropus.

## Overleden
- Amyrtaios, farao van Egypte
- Archelaüs, koning van Macedonië
- Craterus kort regerende koning van Macedonië
- Socrates, Grieks filosoof (71)